# 吉劇
吉劇（きつげき）は中国吉林省で20世紀後半から発達した歌と踊りの劇（ミュージカル）である。中国各地にある地方劇の中で、現代中国語で演じられるのが特徴である。

## 概要
吉劇は中国東北部にある吉林省で、20世紀後半に発達した、歌と踊りもある劇である。新生中国のもとで百花斉放の期間に始まり、吉林省吉劇団は1960年に成立している。
有名な出し物に、「包公賠情」、「青売銭」、「桃李梅」などがある。吉林省の省都の長春には、吉林省吉劇院（劇場）がある。
中国各地にある地方劇の中で、崑曲、川劇、京劇などが各地の方言あるいは古い言葉で演じられるのに対して、「評劇」などと共に現代中国語で演じられるので、理解しやすいのが特徴である。

## 参照
- 吉劇（百度百科） （中国語）

## 参照項目
- 吉林省
- 中国の戯曲

崑曲、川劇、京劇、吉劇
- 演劇、戯曲、ミュージカル
- 中国東北部の伝統文化

二人転、ヤンガー（秧歌）、吉劇、高足、民謡「東北地方の子守歌」、酸菜など